# Petikko
Petikko  est un quartier du district de Myyrmäki de Vantaa en Finlande,.

## Description
Petikko est situé au nord du Kehä III et à l'est de Vihdintie. 
À l'ouest, le quartier est bordé par Espoo. 
Les quartiers voisins de Petiko sont Varisto au sud, Askisto à l'ouest, Keimola et Vestra au nord et Myllymäki à l'est. 
Petikko est connu pour sa zone industrielle et commerciale dense dans la partie sud.
La zone d'activité de Petiko a commencé avec la briqueterie d'Hämeenkylä fondée dans les années 1950 et démolie depuis. 
Le plan d'implantation de la zone industrielle de Petiko date des années 1970.
Cependant, la majeure partie de Petiko est une zone non développée, des champs et des forêts. 
Dans les années 1980, un ensemble de maisons individuelles pouvant accueillir jusqu'à 4 400 habitants était prévue pour la zone, mais le terrain vallonné était considéré comme difficile à construire. 
La colline de Petiko a été créée 1988, et depuis lorsque les sols excédentaires et les matériaux de construction excédentaires y ont été entassés[6].
Une fois le remplissage terminé, lorsque la superficie de la colline sera de 13 millions de mètres cubes et que le sommet aura atteint 122 mètres d'altitude, la colline sera aménagée à des fins récréatives.

## Zone Natura 2000
Petiko comporte des parties avec une flore et une faune précieuses. 
Certaines parties, par exemple, le bosquet de Pyymosa, le Pyymosa korpi, la région de Gamla Soltorp, Toivonrinne et le bosquet de noix de Frimetsä  font partie du programme Natura 2000,

## Galerie

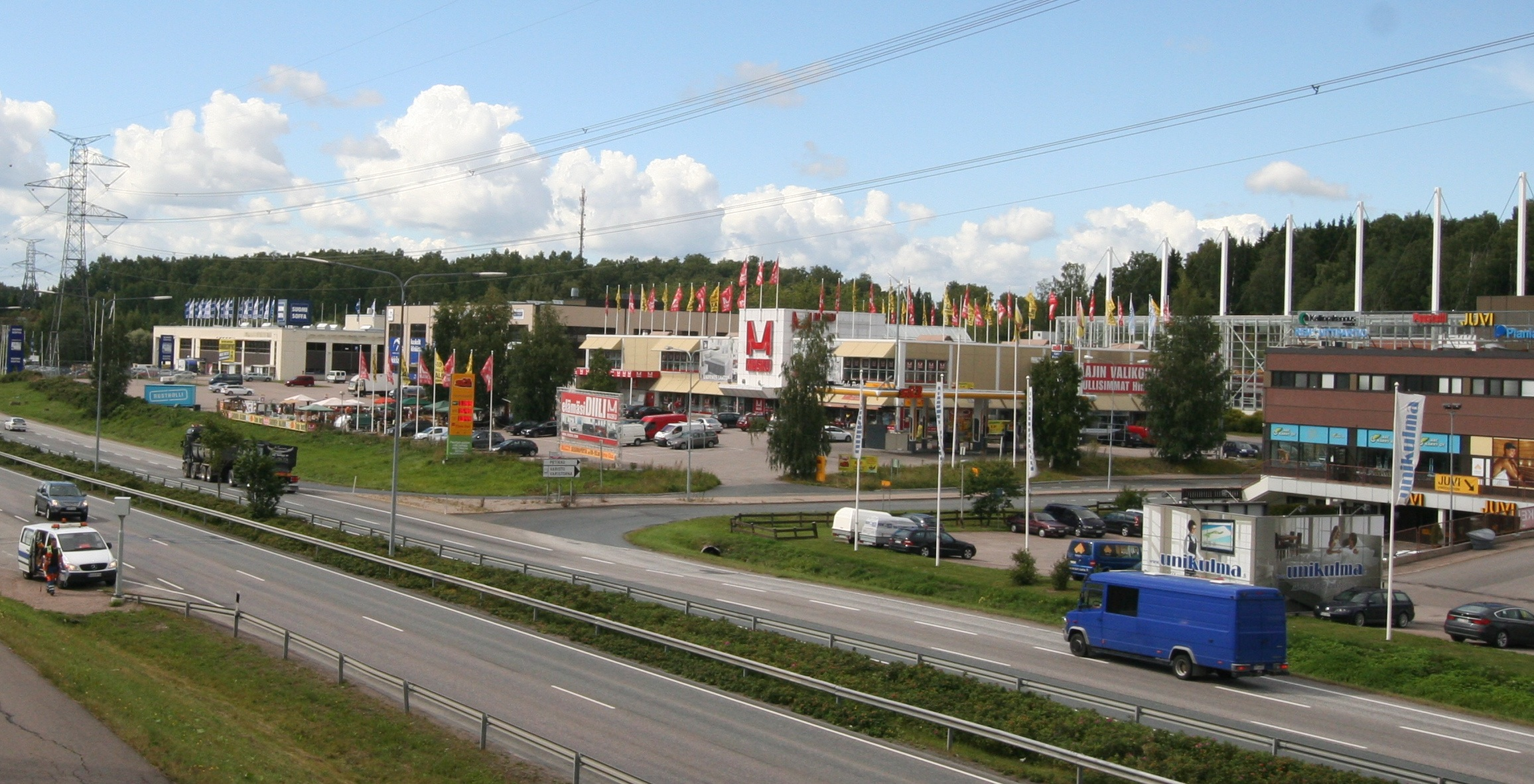
Zone commerciale de Petikko vue du Kehä III.
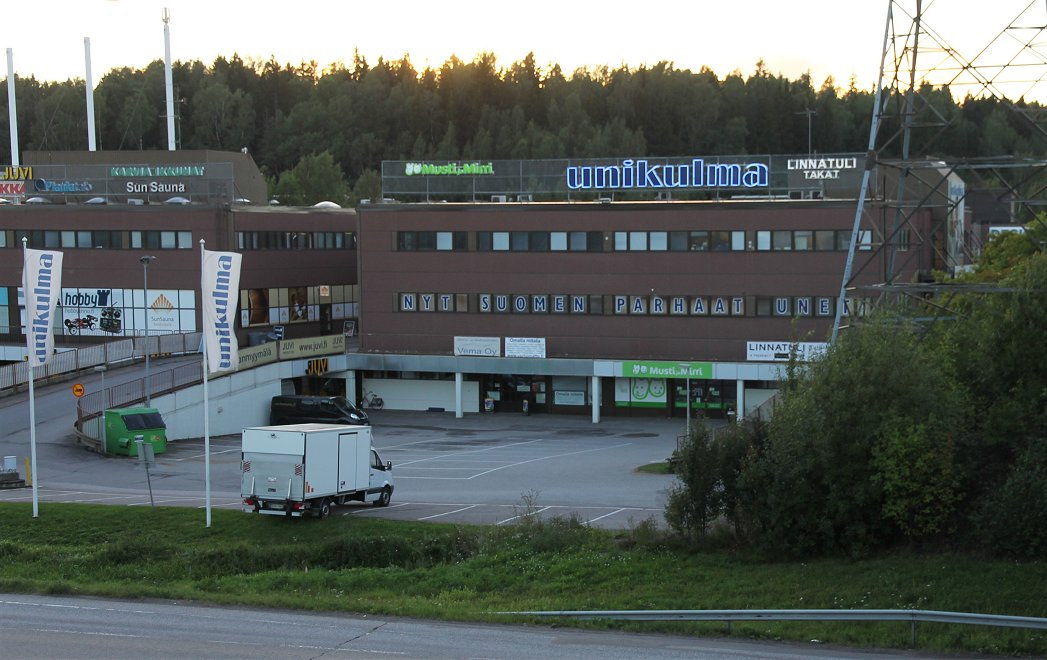
Société Unikulma à Petikko.